# Chinantequilla
Chinantequilla es una localidad mexicana situada en el estado de Oaxaca. Según el censo de 2020, tiene una población de 519 habitantes.
Pertenece al municipio de Totontepec Villa de Morelos, ubicado en el Distrito Mixe. Se localiza en la Sierra Norte. Fue fundada por migrantes provenientes de Guanajuato hacia el año 1913.
En 1920, se incorporó al municipio de Totontepec Villa de Morelos llamándose primeramente "Chinantequilla", nombre que en 1969 fue sustituido por el de "San José Chinantequilla", palabra derivada del chinanteco que significa a orilla de Zacate. En mixe se escribe Më³eviam y el significado del nombre es el mismo.

## Toponimia
El nombre proviene de la denominación chinanteca Chinán que significa "orilla", Qiya que significa en español zacate, planta común en esta región, el sufijo “te” es equivalente a tepec que quiere decir "lugar", de una forma abreviada. Fonéticamente, se leería el glifo como Chinán-te-quiya, es decir, “en la orilla de zacate”. En cojüm, una adaptación del idioma mixe, se escribe Käjpen Mëeviam, que significa en la orilla del Cerro de Zacate.

## Historia

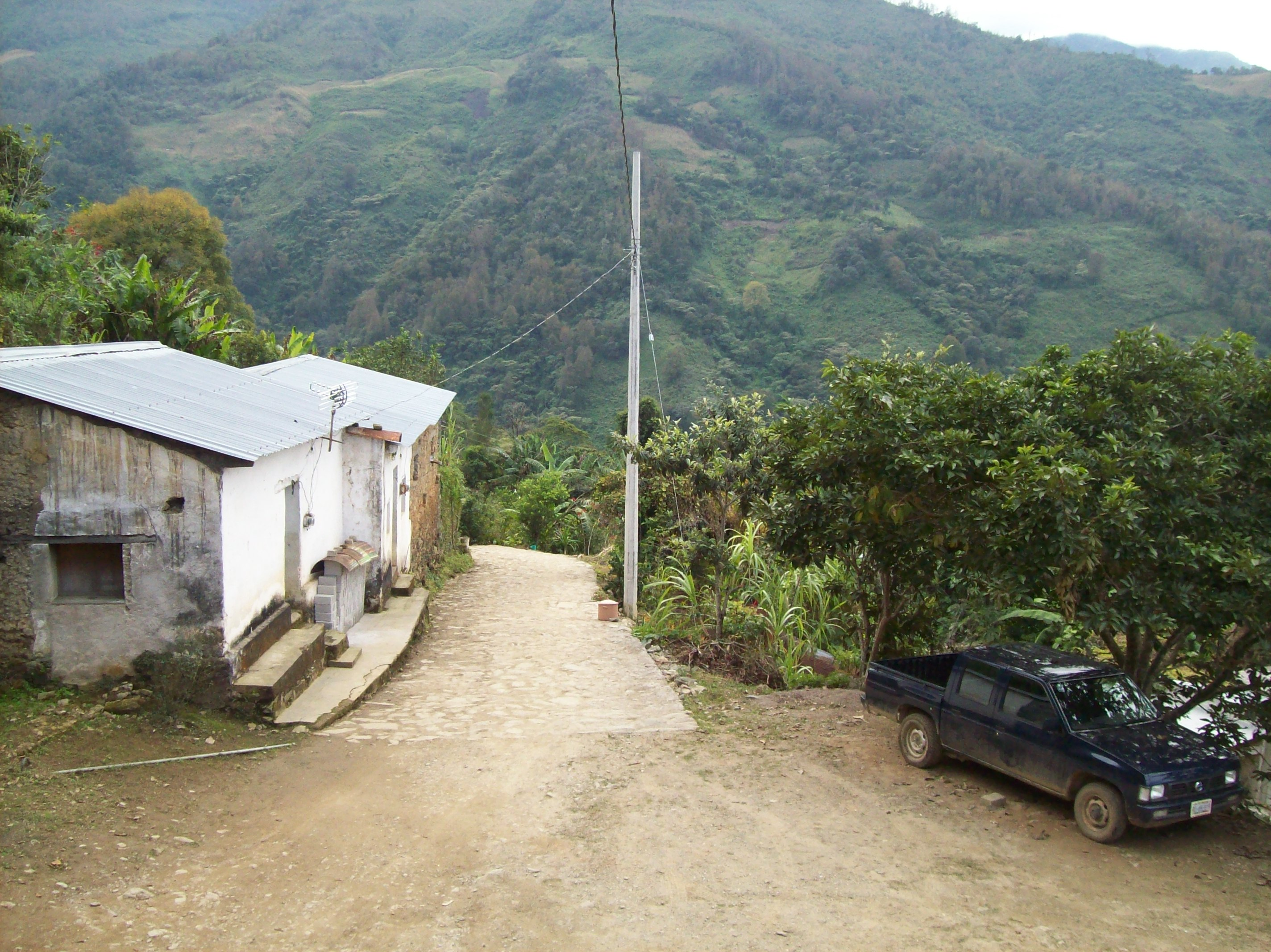
Calle céntrica de San José Chinantequilla

El origen de esta población es desconocido al igual que el de los otros pueblos mixes ya que se tienen registrados muy pocos datos acerca de la historia de esta comunidad, los investigadores suponen que fueron uno de los últimos pueblos en llegar a la región mixe, por lo que es considerado un "pueblo joven".
Existe una teoría del origen de esta localidad que relata la llegada de migrantes provenientes del Estado de Guanajuato que se asentaron en este lugar, en ese entonces esta zona pertenecía a la comunidad de Santiago Amatepec que tenían como vecinos y antiguos enemigos a los chinantecos que habitaban en territorio de San Juan Comaltepec con quienes llevaban varios años de enfrentamientos por la dominación de este territorio misma que termina con la llegada de Ignacio Franco, un licenciado en derecho, quien sostuvo una platica con el entonces gobernante de Amatepec, este le propuso otorgarle el territorio del actual Chinantequilla (el cual estaba en disputa) si le ayudaba a recuperarlo, hecho que tras una demanda que duró aproximadamente un año en dictaminarse resolviendo favorablemente la petición de Santiago Amatepec. Finalmente el 13 de mayo de 1913 le fue otorgada un acta a Ignacio Franco en la cual se le cedía el territorio de lo que hoy se conoce como San José Chinantequilla.
Con fecha 25 de junio de 1920. La XXXIV Legislatura Constitucional del Estado de Oaxaca expidió el decreto N.º 194 en el que se “otorga a categoría de Agencia Municipal, dependiente de la Municipalidad de Totontepec Villa de Morelos, al poblado denominado Chinantequilla”. Actualmente los mixes son considerados como un pueblo belicoso, que sostuvo luchas tanto con los zapotecas, como con los mixtecos, dieron combate a los españoles por lo que son denominados "los no conquistados".

## Geografía

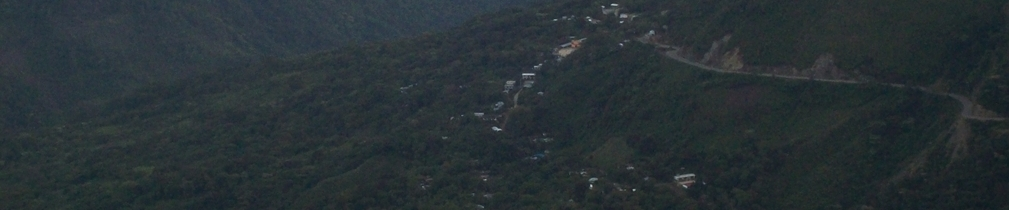
Vista panorámica de la comunidad de San José Chinantequilla.

Chinantequilla se encuentra localizado al noreste del estado de Oaxaca y en lo alto de la Sierra Mixe. Forma parte de la Región Sierra Norte y delDistrito Mixe. Pertenece al municipio de Totontepec Villa de Morelos. Se encuentra en las coordenadas 17°18' de latitud norte y 95°59′ de longitud oeste, a una elevación media de 1171 metros sobre el nivel del mar.
La localidad se sitúa en la Sierra Madre de Oaxaca y forma parte de la prolongación de la Sierra Madre Oriental, por lo que se encuentra ubicada en una ladera.
Actualmente se han facilitado las vías de comunicación de esta zona, que antes era de muy difícil acceso.

### Orografía e hidrografía
Enclavado en una de las zonas más elevadas de la Sierra Mixe, el territorio de Chinantequilla es sumamente accidentado, surcado por grandes montañas que dificultan las comunicaciones terrestres. La principal elevación de esta localidad es el denominado Cerro de Algodón, que tiene una altitud de 1396 metros sobre el nivel del mar. Es importante por su valor histórico y cultural.  Existen varios manantiales de agua en temporada de lluvia que no son utilizados. Los ríos de esta localidad llegan a la cuenca del río Papaloapan y a la subcuenca de K 2832.

## Clima
Chinantequilla está ubicada sobre suelo un fértil con climas variados, que van del semicálido al templado subhúmedo, con lluvias en verano. Las precipitaciones anuales varían entre 2500 y 3000 milímetros aproximadamente. En esta comunidad, localizada en la Sierra Norte, la temperatura promedio anual va de 17 °C a 32 °C.
|                        | ENERO | FEBRERO | MARZO | ABRIL | MAYO | JUNIO | JULIO | AGOSTO | SEPTIEMBRE | OCTUBRE | NOVIEMBRE | DICIEMBRE |
| ---------------------- | ----- | ------- | ----- | ----- | ---- | ----- | ----- | ------ | ---------- | ------- | --------- | --------- |
| Temperatura media (°C) | 8,1   | 10,9    | 28,7  | 31,4  | 32,6 | 26,8  | 19,0  | 20,6   | 20,5       | 16,5    | 8,4       | 7,4       |
| Máxima (°C)            | 11    | 13      | 29    | 30    | 33   | 27    | 20    | 21     | 21         | 17      | 9         | 8         |
| Mínima (°C)            | 5     | 7       | 26    | 29    | 30   | 24    | 17    | 17     | 14         | 13      | 11        | 4         |
| precipitación (mm)     | 104   | 109     | 170   | 148   | 812  | 1956  | 2050  | 3000   | 2500       | 1951    | 1000      | 500       |

## Recursos naturales

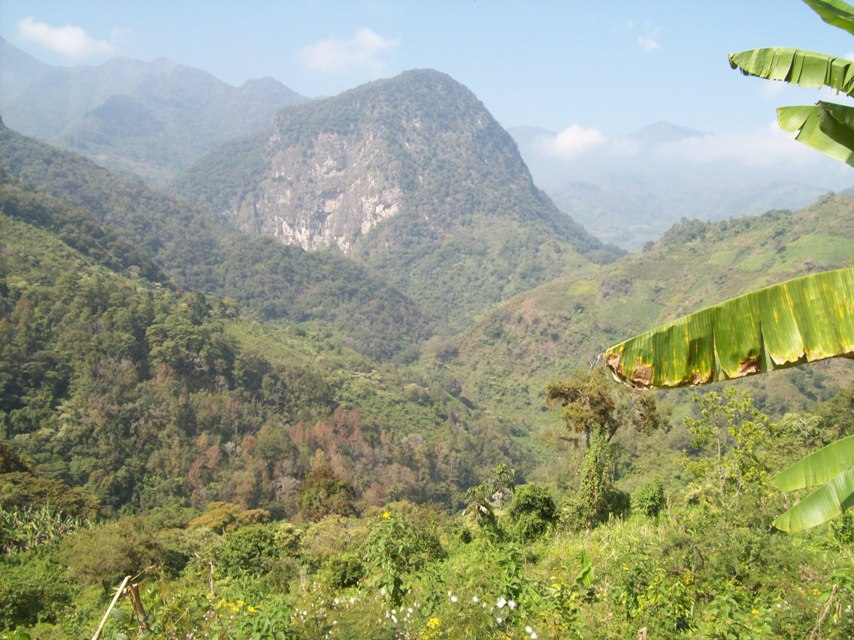
Cerro de Algodón.

### Flora
La vegetación que el territorio de Chinantequilla presenta es variada debido al rango de altitudes sobre el nivel de mar que existen, eso permite la existencia de una gran diversidad de vegetación, por ejemplo en la parte más alta la vegetación es de bosque mesófilo, característico de montañas cubiertas de neblina, también existe presencia de vegetación secundaria arbórea, con la presencia de pinos y encinos, en la parte baja hay palo de águila, madroño, liquidámbar, entre otras.
En cuanto a vegetación cultivada existe la presencia de flores como la azucena, gladiola, hortensia, tulipán, bugambilia, geranio, alcatraz y aretillo. Sin dejar de mencionar las hortalizas y árboles frutales que forman parte de la vegetación de la comunidad como el maíz, huele de noche, popuchu, quintonil, chayote, mostaza, acelga, naranja, plátano, limón dulce, zapote negro, chico zapote, aguacate, níspero, mandarina, lima, durazno y café, con respecto a este cultivo generalmente se maneja bajo sombra (los árboles que se utilizan para sombra son: plátano, naranjo y cedro).

### Fauna
La fauna de esta localidad es variada, en algunas comunidades debido a la conservación de sus bosques son ricos en fauna silvestre encontrándose una gran diversificación de animales silvestres. Estos animales en algunas comunidades se ven amenazados por la destrucción del ecosistema natural, aunque la caza de los animales es libre debido a que existen animales que dañan los cultivos, a continuación se enlistan los animales silvestres que se pueden encontrar en Chinantequilla.
Ardilla, temazate, tejón, jabalí, pájaro, pavo, tepescuincle, armadillo, zorro, mapache, tigre, tlacuache, tuza, tigrillo, gavilán, garza, serpientes coralillo y dormilona, perico y ocelote.
| Flora y fauna de San José Chinantequilla |                |                 |
|                                          |                |                 |
| Cuniculus paca                           | Harpia harpyja | Tapirus bairdii |
|                                          |                |                 |
| Jaguar                                   | Tayassu pecari | Ocelote         |
|                                          |                |                 |
| Ceiba pentandra                          | Naranja        | Prunus persica  |

## Demografía
De acuerdo a los resultados del Conteo de Población y Vivienda de 2020 realizado por el Instituto Nacional de Estadística y Geografía, la población total de Chinantequilla es de 519 habitantes, de los cuales 252 son hombres y 267 son mujeres. El 31.0% de los pobladores son menores de 15 años de edad y el 45.5% de los pobladores mayores de cinco años de edad son hablantes de alguna lengua indígena. En 2020 este porcentaje equivale a un total de 236 habitantes, de los cuales 234 hablan también el español y 2 son monolingües.

## Organización administrativa
San José Chinantequilla es una agencia perteneciente al Municipio de Totontepec Villa de Morelos. Este es uno de los 424 municipios oaxaqueños en regir su gobierno por el sistema denominado de usos y costumbres, mediante el cual la elección y el funcionamiento de las autoridades municipales no se apega a los sistemas políticos vigentes en el resto del país, sino a las tradiciones ancestrales de los habitantes de la región, apegándose a su cultura. La agencia municipal está conformada por el agente municipal, un regidor que es el encargado de organizar las fiestas tradicionales y un secretario, que controla la documentación. Todas estas actividades se regulan en Totontepec Villa de Morelos.

## Actividades económicas
Entre las actividades económicas que se practican en esta comunidad destacan: La producción y comercialización de productos del sector primario.
La mayor parte de los habitantes de este municipio se dedican a la agricultura consistente en la siembra de maíz, fríjol, plátano, frutas y legumbres así como la producción aguardiente.

### Infraestructura social

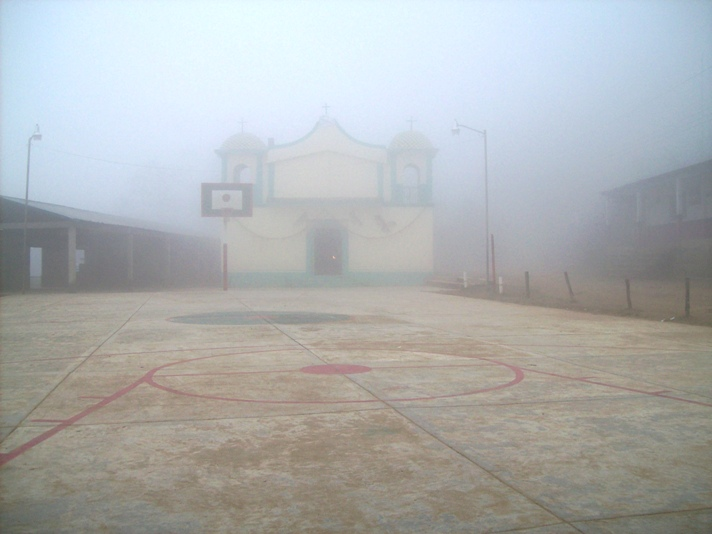
Cancha de baloncesto y explanada de San José Chinantequilla

#### Educación
Esta comunidad cuenta con las siguientes Escuelas:
A nivel jardín de niños cuenta con un plantel.
A nivel primaria cuenta con una institución de tipo federal.
A nivel secundaria cuenta con una telesecundaria

#### Abasto
No cuenta con mercados públicos ni tianguis por lo que los pobladores se abastecen de los tianguis circunvecinos, los productos básicos los adquieren en las pequeñas misceláneas que existen.

#### Deporte
En esta población, el deporte que más se práctica es el baloncesto, por lo que cuenta con dos canchas en la agencia.

#### Vivienda
De acuerdo a los resultados que presentó el Conteo de Población y Vivienda del año 2020, en Chinantequilla existen un total de 146 viviendas, de las cuales 127 están habitadas.

## Gastronomía local
La gastronomía de San José Chinantequilla es sumamente rica y variada, combina principalmente ingredientes de la cocina indígena y mexicana. Todos estos platillos han pasado de generación en generación y constituyen una parte indeleble de la cultura mixe en general. Entre los platillos típicos oaxaqueños se pueden mencionar:
Machuco de semilla de calabaza
Se prepara con una tortilla de masa un poco más gruesa que la común, una vez cocida se coloca en un plato donde es aplastada hasta lograr desmoronarla y se le agrega una salsa hecha a base de semillas de calabaza tostada, jitomate, chile verde y cebolla, se acompaña con un poco de queso.
Quebarajado de plátano
Es un guiso preparado a base de frijol y plátano verde, una vez cocidos los frijoles se les agrega pedazos de plátano verde quebrajado y chile verde picado, se revuelve hasta formar una mezcla homogénea y espesa y se sirve en un plato hondo, se compaña con tortillas de maíz o de plátano y con quelites.
Caldo de res seca con pollo
Se prepara un caldo con carne de res seca que es muy común en esta zona y carne de pollo, el proceso es como cualquier caldo tradicional se le puede agregar diversas verduras, una vez cocidos los ingredientes se acompaña normalmente con ‘’Puñete’’ que es un tamal hecho solamente con maíz y un poco de sal, también puede ser simple.
Champurrado
Esta bebida es conocida por utilizar la masa con la que se preparan las tortillas. Se desbarata en un poco de agua y después se cuela. Se pone a hervir y se le agrega chocolate con azúcar. La receta es originaria del estado de Oaxaca y se disfruta en las fiestas de esta población.

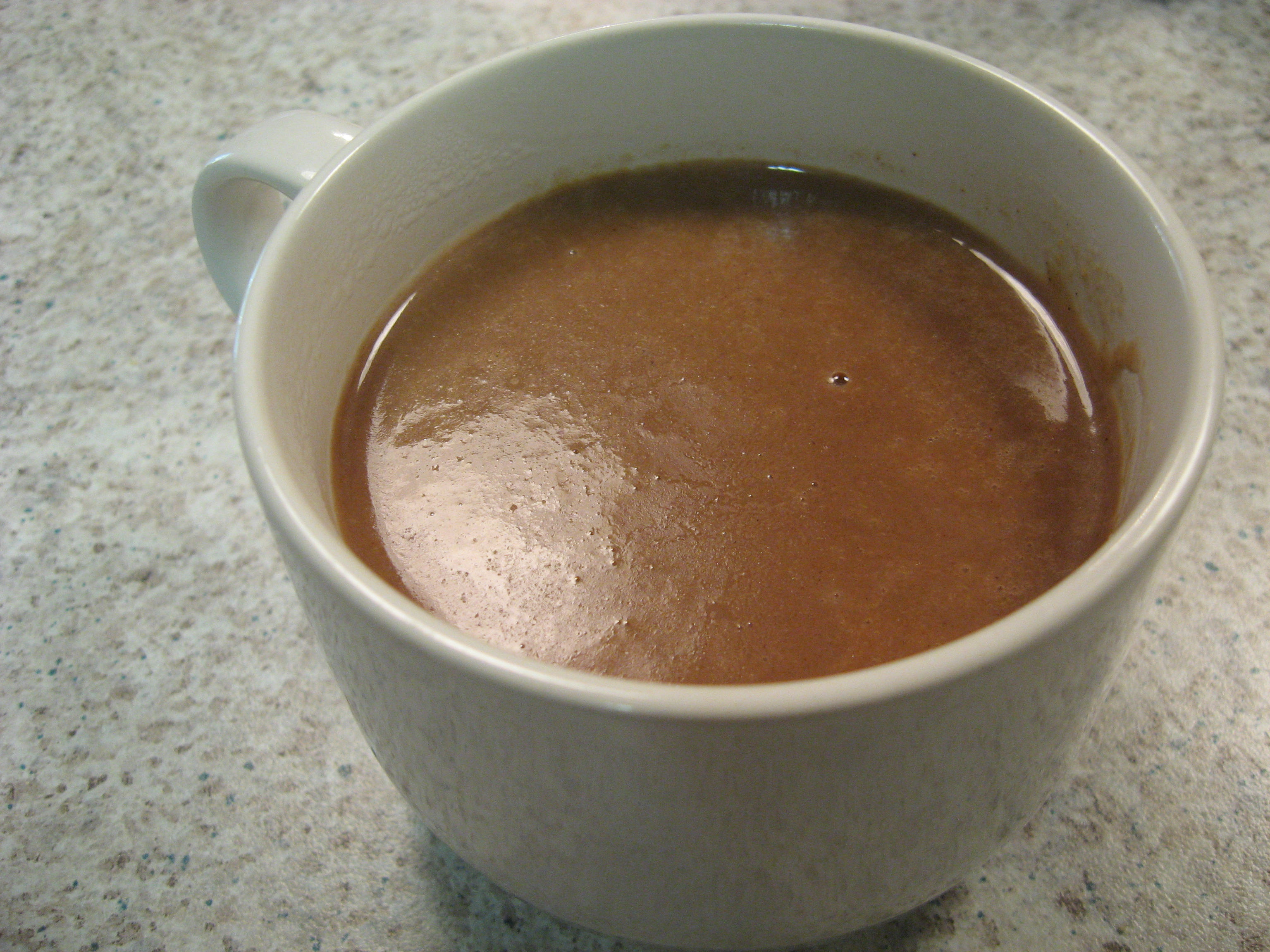
Champurrado
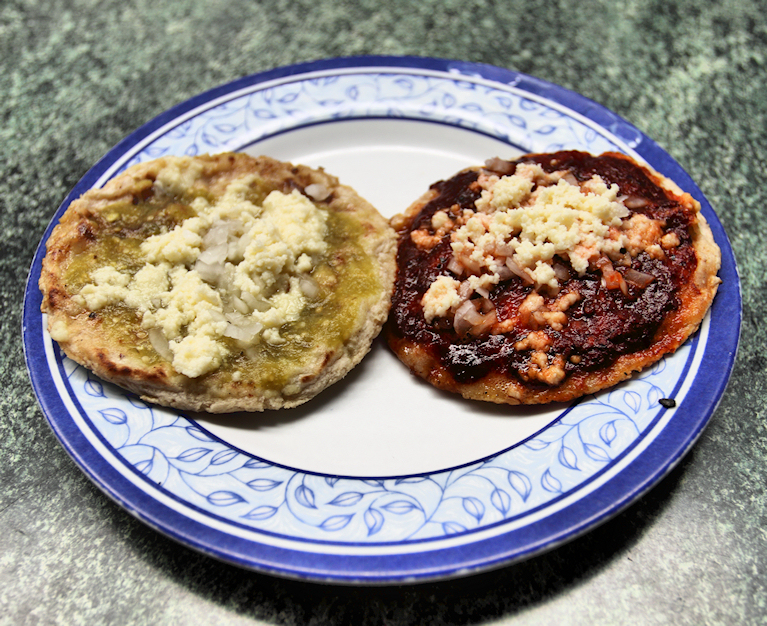
Memelas
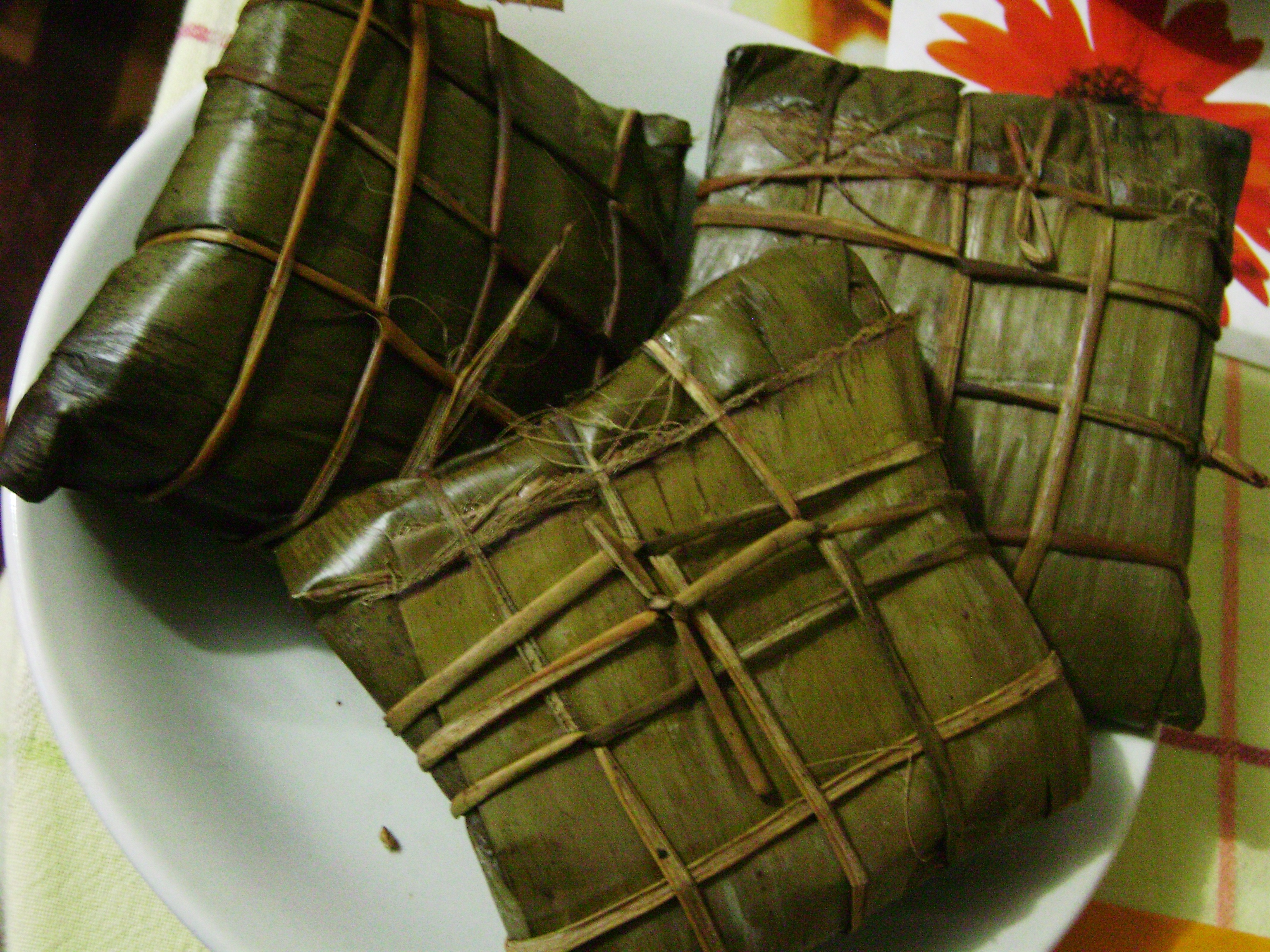
Tamales Oaxaqueños
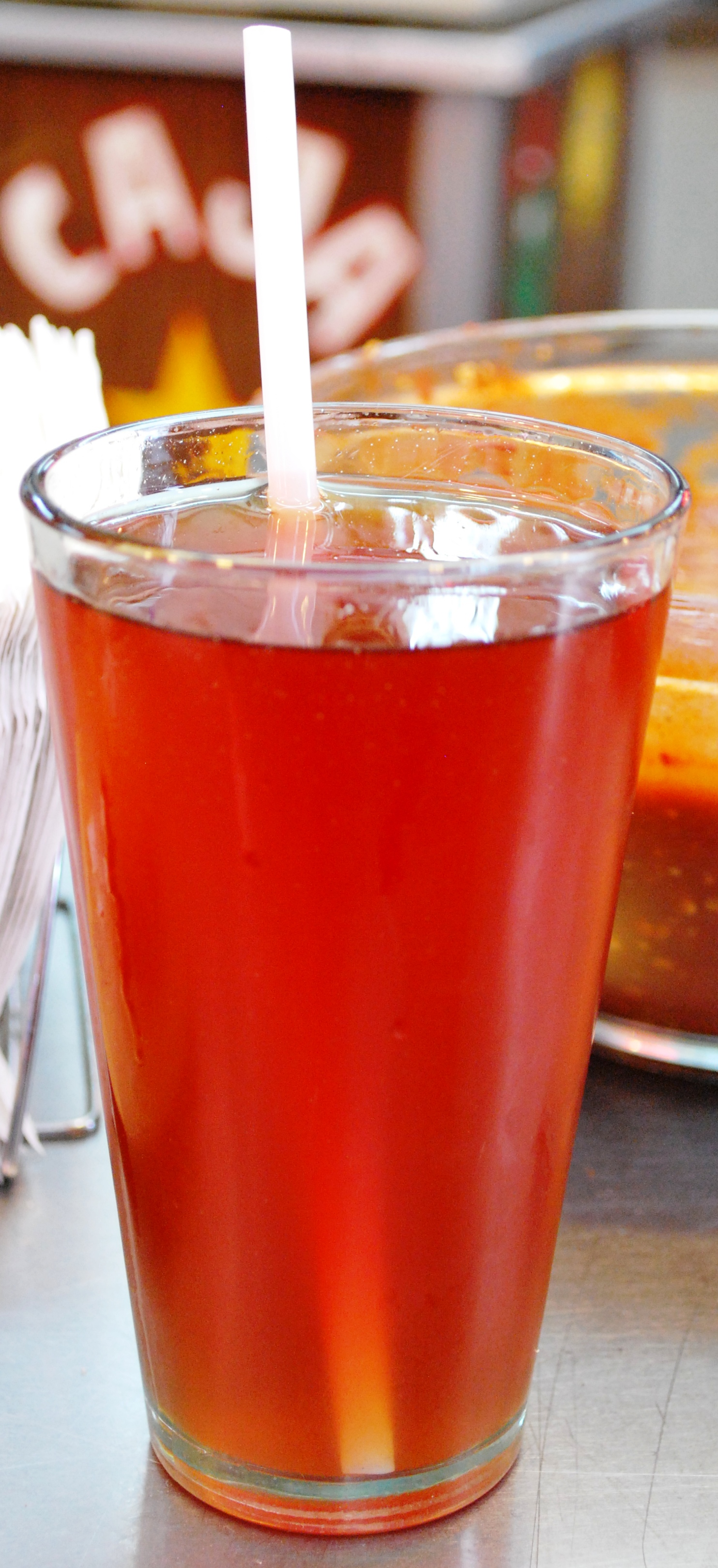
Tepache

Existen otros platillos, antojitos y bebidas que se preparan en esta comunidad entre los que se encuentran: Tamales de amarillo, frijol, pollo y topotillo que es una especie de pescado, memelas; también se acostumbra el tepache de caña, atole de panela, café y aguardiente.

## Cultura y tradiciones
| Fecha           | Festejo                              |
| --------------- | ------------------------------------ |
| 11 de mayo      | Celebración al santo patrón San José |
| 1 de noviembre  | Festejo de Día de Muertos            |
| 12 de diciembre | Celebración a la Virgen de Guadalupe |
| 24 de diciembre | Festejo de Nochebuena                |

### Festejo de día de muertos
La celebración del Día de Muertos en San José Chinantequilla es una ceremonia popular en la que se cree que invoca a los espíritus de los ancestros para invitarlos a "convivir" en el mundo terrenal, por lo que se procura agasajarlos en la forma más atenta con una ofrenda. El primero de noviembre es día de "llevar los muertos", la costumbre consiste en obsequiar a parientes y amistades de la familia una dotada muestra de las viandas que integran la ofrenda de muertos. La entrega se hace casa por casa. Este día se venera a los "angelitos", es decir a los parientes que murieron siendo niños. El día dos de noviembre se venera a los finados adultos.
Todos los Santos y los Fieles Difuntos son ocasiones para que la gente del pueblo realice sus ancestrales costumbres. Algunos, orando por sus familiares pasados, otros yendo a los cementerios para adornar las sepulturas que permanecen en los panteones, elaborando así los altares de muertos.

### Celebraciones patronales
Las fiestas que se celebran en Chinantequilla son los días 12 de diciembre en honor a la Virgen de Guadalupe,  24 de diciembre en honor a Jesús de Nazaret y el 11 de mayo en honor a San José, en estos festejos se interpretan diversas danzas como: Danza de negritos, Danza de los moros y cristianos y Danza de la Conquista así como los tradicionales sones y jarabes mixes.
En la música se interpretan diversos sones, marchas fúnebres, danzones, boleros, chilenas, peteneras, valses, y cumbias.

### Fiestas de Semana Santa
Las relaciones entre el pueblo y la iglesia, con los festejos religiosos, son parte de las costumbres populares, Chinantequilla ha sido un pueblo religioso y por consiguiente realiza determinados actos que están comprendidos dentro de sus manifestaciones religiosas.
La Semana Santa es una de las principales fiestas religiosas del año, que tiene sus albores desde el Miércoles de Ceniza, va planeándose en cada uno de los viernes de Cuaresma para terminar en la Semana Mayor. El Domingo de Ramos es muy numerosa la asistencia de fieles en el templo por ser el día de la bendición de las palmas, que los devotos guardan en sus casas, porque en caso de tempestades preservan contra los rayos quemando una palmita bendita.
Al llegar el Jueves Santo todo el pueblo católico desfila por las calles para concurrir a los oficios divinos. El Viernes Santo se celebra en la vía pública la procesión del “encuentro”, los fieles andan de negro en señal de luto, en el templo el sacerdote con la concurrencia celebra la liturgia propia de ese día.
El Sábado Santo la Iglesia católica amanece de luto junto a la tumba de su Señor, en la ciudad reina profundo silencio, por la noche en el templo abarrotado de fieles, el sacerdote celebra la Misa de Gloria, en la que se abre la gloria, tocan las campanas que habían enmudecido el Jueves Santo después de la misa vespertina, se toca el órgano y ahora ya todo es alegría, la vida de la ciudad vuelve a la normalidad.
El Domingo de Resurrección se hace una misa solemne en el templo y por la tarde una gran procesión recorre el pueblo con la imagen de Cristo resucitado ascendiendo al cielo.